# Stranddruif
De stranddruif (Coccoloba uvifera) of zeedruif is een plant uit de duizendknoopfamilie (Polygonaceae).
Het is een groenblijvende of in lange, droge tijden bladverliezende, tot 15 m hoge, diep vertakte, tweehuizige boom met een korte stam, een brede kroon en vaak horizontale takken. De plant is resistent tegen zout en wind. Het afwisselend geplaatste blad is lichtgroen met vaak rode nerven, stevig, leerachtig, hard, afgerond breed-hartvormig, kortgesteeld en tot circa 25 cm breed. Voordat het blad afvalt kleurt het geel tot rood. De kleine, roomwitte bloemen hebben geen aparte kroon- en kelkbladeren. Ze staan met twintig tot vijftig stuks in tot 30 cm lange, eindstandige trossen.
De tot 2 cm grote vruchten zijn rond tot peervormig en rijp violetrood. De vruchten rijpen niet tegelijkertijd binnen een tros en moeten dus apart worden geplukt. Onder de dunne, doffe schil ligt een tot 3 mm dikke laag, sappig, glazig, roodachtig, violet of soms groenachtig wit vruchtvlees. Het vruchtvlees smaakt zoetzuur. Het vruchtvlees omsluit een wittige, harde, houtige, eivormige, tot 1,5 cm grote pit. De vruchten kunnen als handfruit worden genuttigd of tot compote, jam, gelei en sap worden verwerkt. Op de Cariben wordt van de vruchten een vruchtenwijn bereid.
De stranddruif komt voor aan de kusten van de Caraïben en van Peru en Brazilië tot aan Florida. De plant behoort ook tot de Surinaamse en Antilliaanse flora. Hij wordt ook gekweekt in het laagland van het binnenland. De zeedruif wordt tevens op de Filipijnen gekweekt. Op Hawaï is de soort verwilderd.

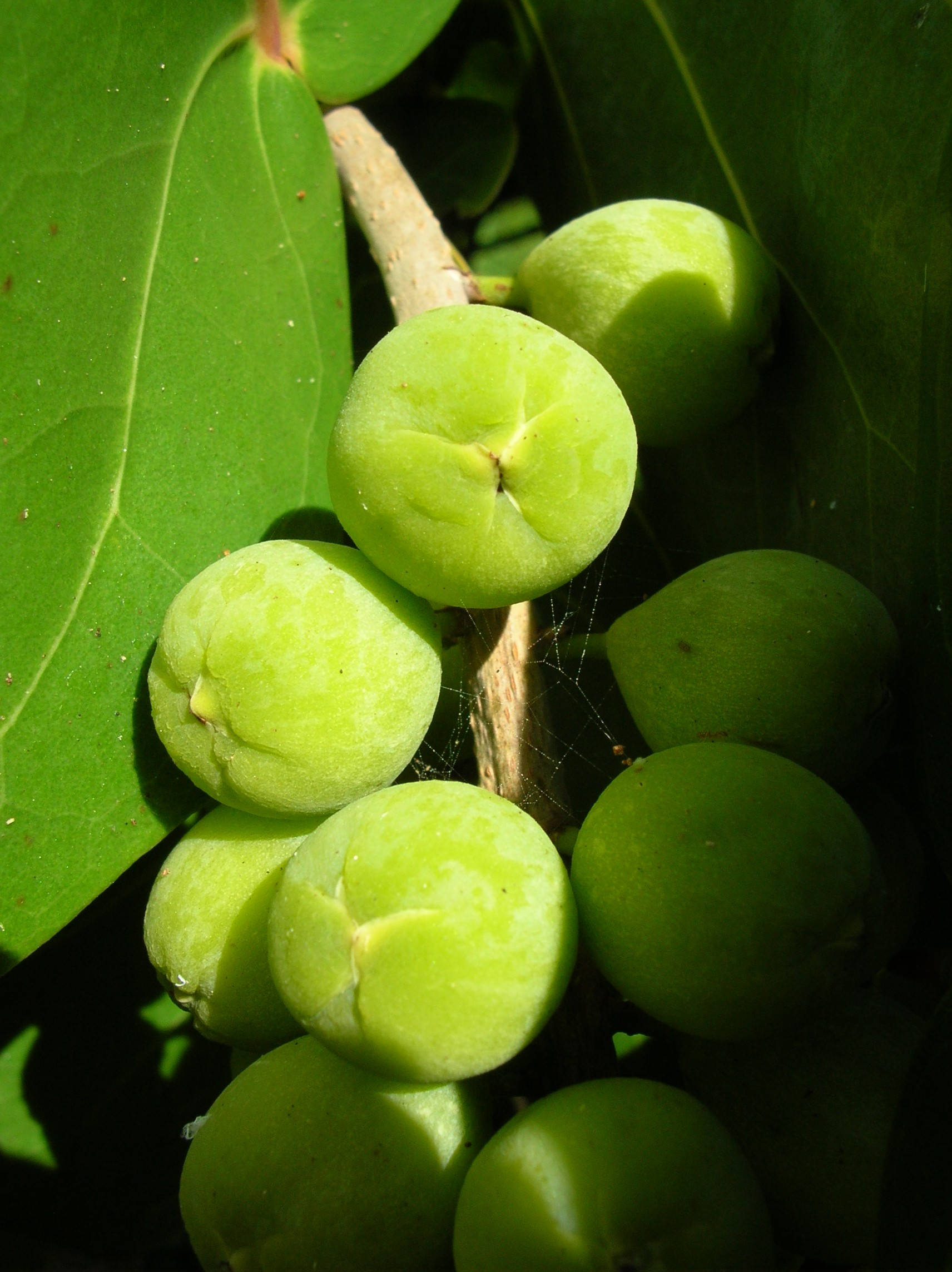
Stranddruif
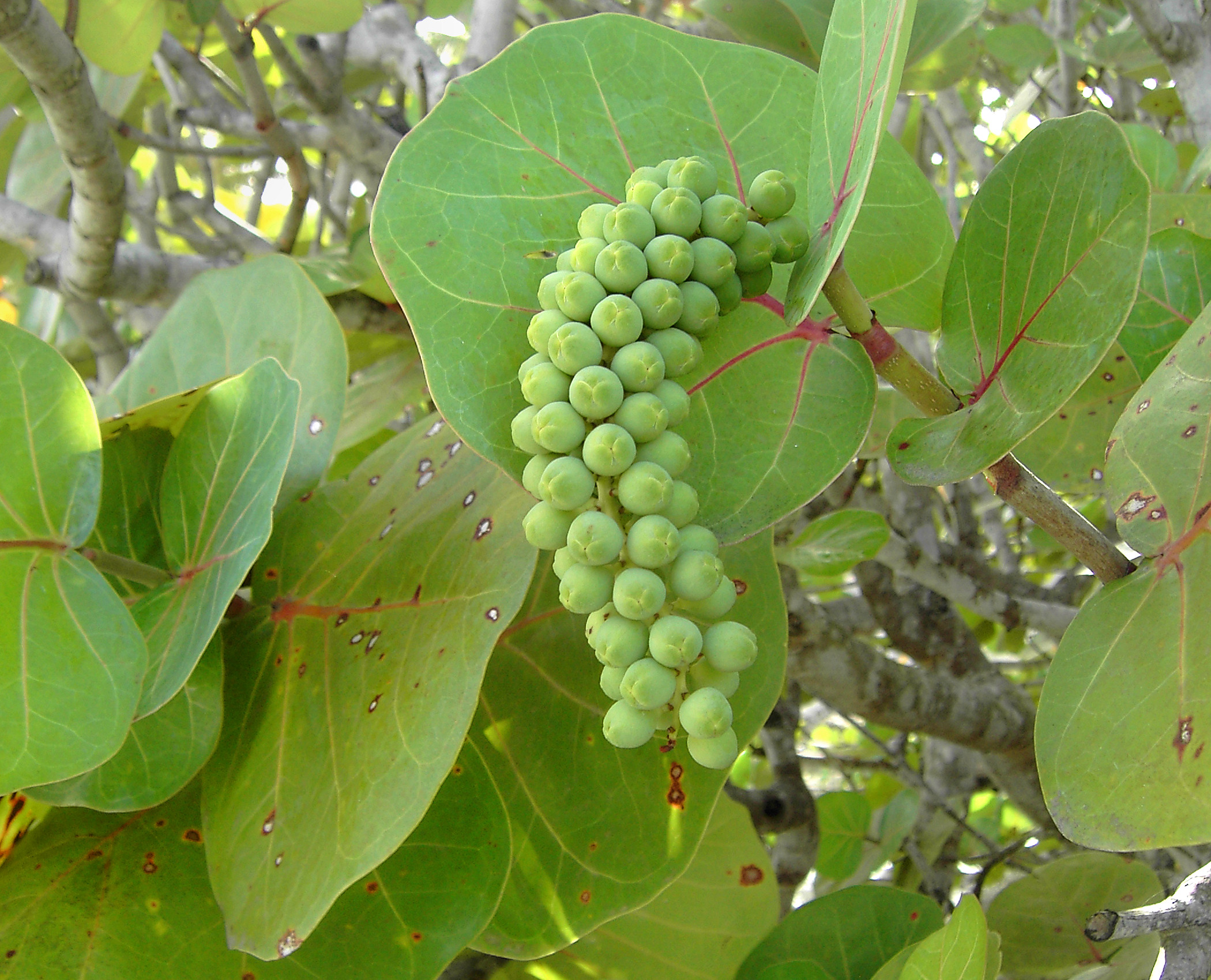
Tros vruchten
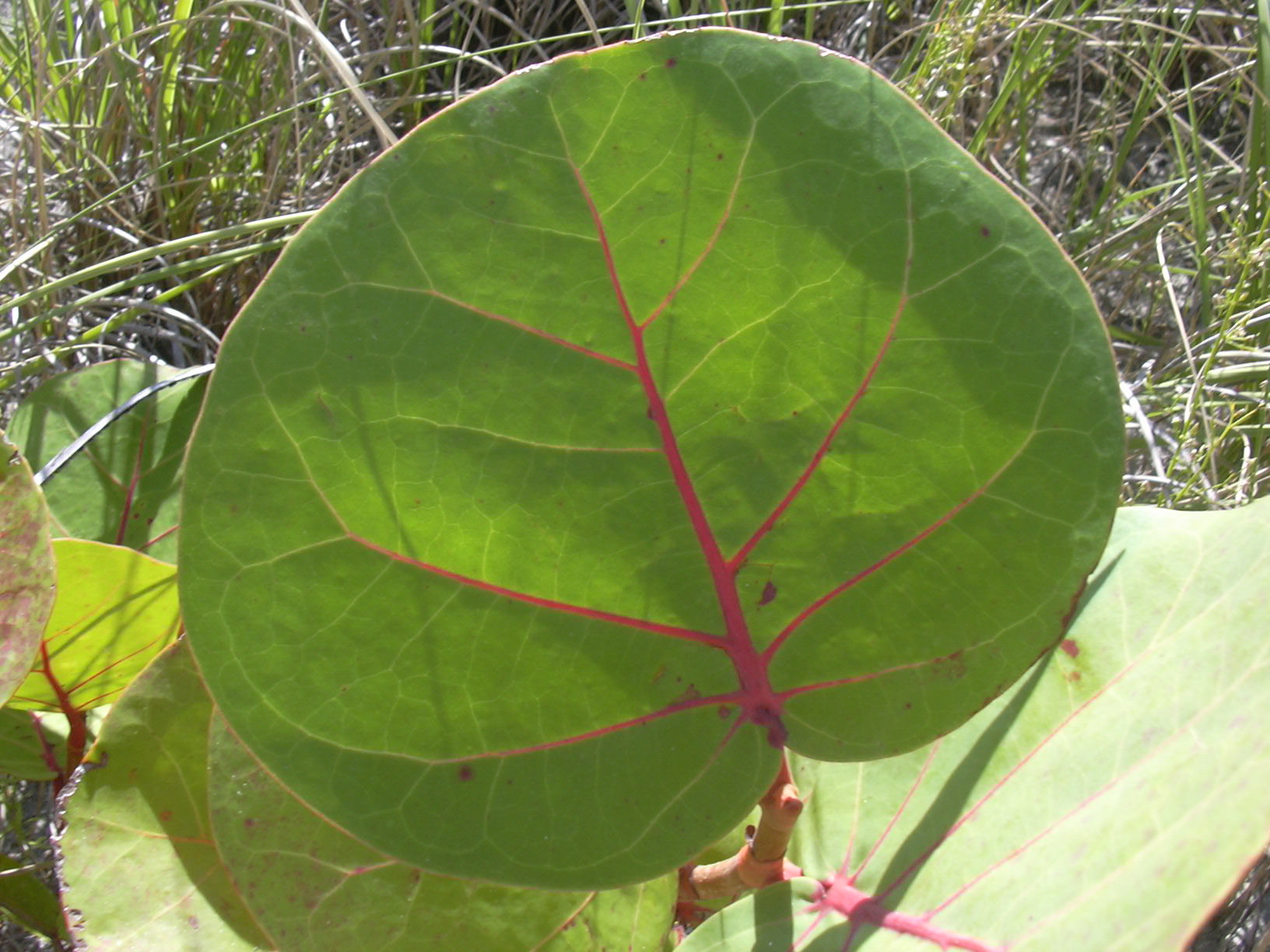
Blad
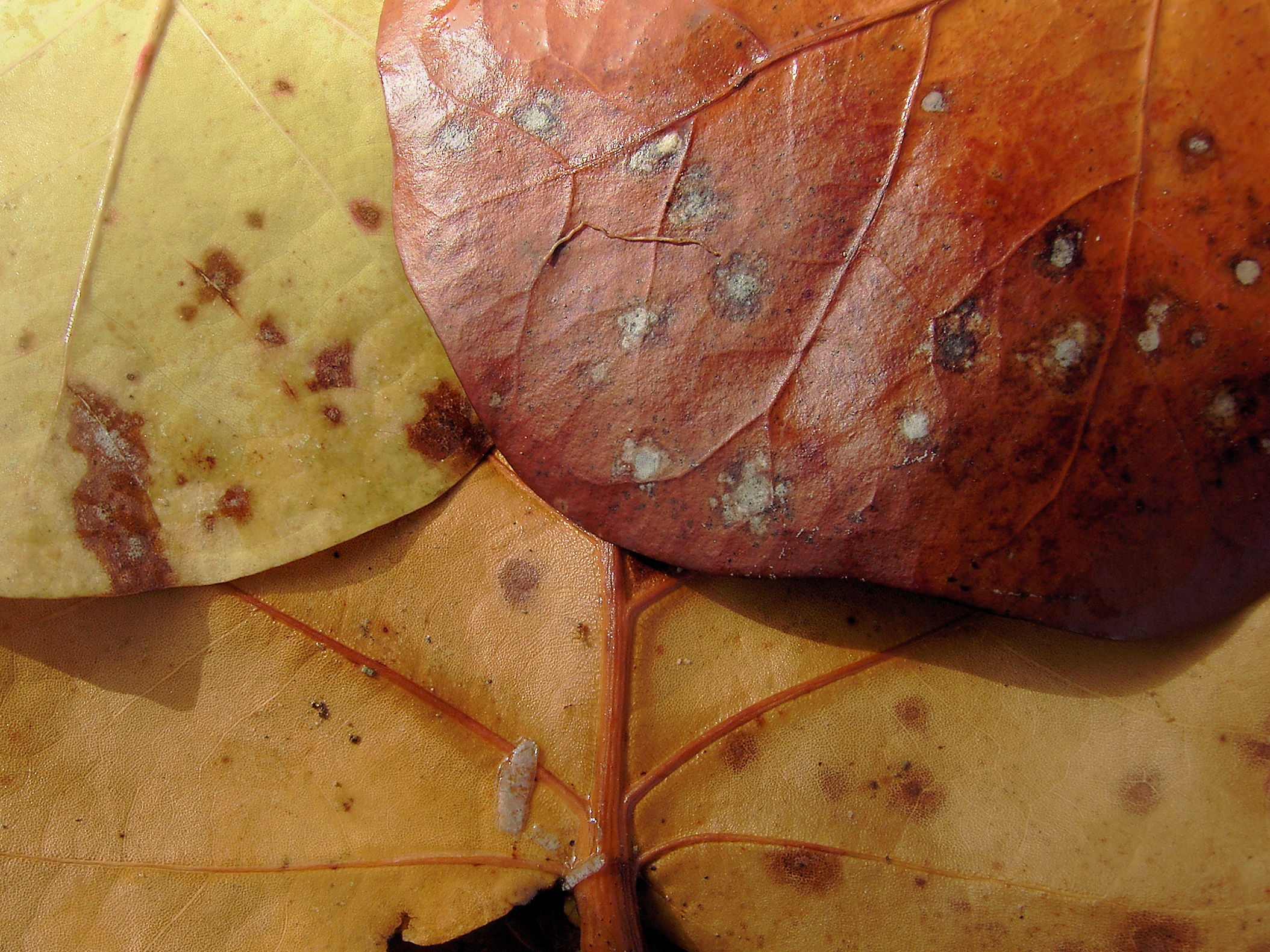
Dode bladeren